# Mahmadruzi Iskandarov
Mahmadruzi Iskandarov (in tagico: Маҳмадрузи Искандаров; 3 maggio 1954) è un politico tagiko, presidente del Partito Democratico del Tagikistan.
Arrestato nel 2005, attualmente sta scontando una pena detentiva di 23 anni nel suo paese natale. Mentre egli è in carcere, Masud Sobirov ha assunto la guida del Partito Democratico.